# 유택
연경왕 유택(燕敬王 劉澤, ? ~ 기원전 178년)은 전한 초기의 인물로, 전한의 황족 ·제후왕이다. 낭야왕을 지냈으며, 3대 52년간 지속되는 연경왕 계통의 초대 연왕이다.

## 일대기
《사기》에서는 고제의 먼 친척이라고만 하고, 《한서》에서는 고제의 재종형제라고 한다. 한왕 3년(기원전 204년)에 낭중이 되었고, 고제 11년(기원전 196년) 진희의 난 진압에서 진희의 장수 왕황(王黃)을 사로잡는 공을 세워 영릉후(營陵侯)에 봉해졌다. 고제의 공신 중에서는 88위지만, 봉읍은 1만 1천 또는 1만 2천 호로 가장 많다.
고황후 치세 기간에, 유세하다 여비가 떨어진 제나라 사람 전자춘(田子春)에게 금 200근을 주어 귀국하게 한 일이 있었고, 이듬해 사람을 보내 전자춘에게 자신과 함께하도록 권했다. 전자춘은 장안으로 왔으나 유택을 바로 만나지 않았고, 고황후의 측근 장택(張澤)과 교류하여 장택으로 하여금 고황후가 여러 여씨들을 왕으로 세우려는 희망을 이뤄주게 했다. 그러고는 장택이 자신에게 내주는 금을 거절하고 여씨가 왕이 된 것에 불만을 품은 대신들을 누그러뜨리기 위해 유택을 왕으로 세우도록 권해 유택은 제나라에서 떼어낸 낭야의 왕으로 봉해졌다. 유택은 전자춘과 함께 본국으로 돌아갔는데, 전자춘이 유숙하지 말고 급히 가도록 권해 고황후의 추격을 뿌리칠 수 있었다.
낭야왕 유택 2년(기원전 180년), 고황후가 죽자 제애왕·관영·주발·진평·유장 등과 함께 여씨 세력을 타도하는 데 공을 세웠다. 자전(사기 형연세가 · 한서 형연오전)과 제애왕의 전기(사기 제도혜왕세가 · 한서 고오왕전)의 기록에 차이가 있다. 자전에서는 여씨 타도를 내세우고 제애왕과 함께 거병해 상국 여산의 봉국 양나라까지 진격했다가, 여산이 보낸 관영이 형양에 주둔했다는 말을 듣고 홀로 빠르게 장안으로 들어갔다. 마침 장안에 대왕 유항이 오자, 장상들과 함께 의논하고 대왕을 황제로 추대했다. 제애왕의 전기에서는 제애왕의 내사 축오가 제나라와 낭야나라의 군대를 함께 지휘해 관중으로 들어가도록 속이는 편지를 받고 속아서 제나라로 갔다가 억류당하고 낭야나라의 군대를 도리어 빼앗겼다. 유택은 제애왕에게 자신을 장안으로 보내주면 제애왕을 황제로 추대하도록 힘을 쓰겠다고 말해 장안으로 갔고, 마침 유장 · 주발 등이 장안에서 여씨를 주멸했을 때 도착해 다음 황제를 정하는 모의에 참여했다. 여기에서 대신들이 제애왕을 황제로 추대하자고 하자, 다른 대신들과 함께 제애왕의 외가 사씨(駟氏)의 횡포를 꺼려 대왕 유항을 황제로 추대했다.
문제 원년(기원전 179년), 여씨가 제나라에서 빼앗은 땅을 돌려주는 한편, 여씨 일족으로 주살된 연왕 여통을 대신해 유택을 연왕으로 옮겨 봉하고 낭야국은 제나라에 돌려주었다. 유택은 재위 2년 만에 죽어 시호를 경(敬)이라 했다.